# 신윤정 (1995년)
신윤정(1995년 4월 28일 ~ )은 대한민국의 배우이다.

## 학력
- 성신여자대학교 미디어영상연기과

## 드라마
- 2010년 MBC 일일시트콤 《몽땅 내 사랑》
- 2011년 KBS2 월화드라마 《강력반》
- 2012년 MBC 기획특집드라마《못난이 송편》
- 2013년 JTBC 일일드라마《가시꽃》

## 영화
- 2011년 《써니》- 과거 학교 삼겹살 학생들 역
- 2012년 《가문의 귀환》- 여고생 역
- 2013년 《7번방의 선물》- 파란 노스 역